# دروموندویل
دروموندویل (به فرانسوی: Drummondville) شهرکی در منطقه شهری درومون ناحیه سانتر-دو-کبک در استان کبک کانادا است. در سرشماری سال ۲۰۱۱ این شهرک ۶۸٬۰۹۱ نفر جمعیت داشته‌است و مساحت آن ۲۴۹٫۸ کیلومتر مربع است.